# Holiday Bowl 2018
Match précédent Match suivant
Le Holiday Bowl 2018 est un match de football américain de niveau universitaire joué après la saison régulière de 2018, le 1er décembre 2018 au SDCCU Stadium de San Diego dans l'État dE Californie aux États-Unis.
Il s'agit de la 41e édition de l'Holiday Bowl.
Le match met en présence l'équipe des Wildcats de Northwestern issue de la Big Ten Conference et l'équipe des Utes de l'Utah issue de la Pacific-12 Conference.
Il débute à 16 heures locales et est retransmis à la télévision par ESPN.
Sponsorisé par la société San Diego County Credit Union (en), le match est officiellement dénommé le San Diego County Credit Union Holiday Bowl 2018.
Northwestern remporte le match sur le score de 31 à 20.

## Présentation du match
Il s'agit de la 3e rencontre officielle entre ces deux équipes. Elles comptabilisent une victoire chacune.
| Équipes                                                                                         | Conférences | Entraîneurs           | Stats. saison rég. | Classements avant le bowl CFP-AP-Coaches |
| ----------------------------------------------------------------------------------------------- | ----------- | --------------------- | ------------------ | ---------------------------------------- |
| Wildcats de Northwestern                                                                        | B10         | Pat Fitzgerald (en)   | 8-5                | #22 / NC / #22                           |
| Utes de l'Utah                                                                                  | PAC12       | Kyle Whittingham (en) | 9-4                | #17 / #20 / #19                          |
| Arbitre : Brandon Cruse (Big XII) Équipe donnée favorite par les bookmakers : Utah par 7 points |             |                       |                    |                                          |

### Wildcats de Northwestern
Avec un bilan global en saison régulière de 8 victoires et 5 défaites (8-1 en matchs de conférence), Northwestern est éligible et accepte l'invitation pour participer au Holiday Bowl de 2018. Il s'agit de leur première apparition à l'Holiday Bowl.
Ils terminent 1er de la West Division de la Big Ten Conference et perdent ensuite la finale de conférence contre Ohio State 41-24.
À l'issue de la saison 2018 (bowl non compris), ils sont classés #22 au classement CFP et Coaches. Ils ne sont pas classé par l'AP.
À l'issue de la saison 2018 (bowl compris), ils sont classés #21 au classement AP et #19 au classement Coaches, le classement CFP n'étant pas republié après les bowls.

### Utes de l'Utah
Avec un bilan global en saison régulière de 9 victoires et 4 défaites (6-3 en matchs de conférence), Utah est éligible et accepte l'invitation pour participer au Holiday Bowl de 2018. Il s'agit de leur première apparition à l'Holiday Bowl.
Ils terminent 1er de la South Division de la Pacific-12 Conference et perdent la finale de conférence PAC12 contre les Huskies de Washington sur le score de 10-3.
À l'issue de la saison 2018 (bowl non compris), ils sont classés #17 au classement CFP et AP et #20 au classement AP et #19 au classement Coaches.
À l'issue de la saison 2018 (bowl compris), ils n'apparaissent plus dans le Top25 des classements CFP, AP et Coaches.

## Résumé du match
Résumé et photo sur la page du site francophone The Blue Pennant.
Début du match à 16 h 06, fin à 19 h 45 pour une durée totale de jeu de 3 h 39 min.
Températures de 14 °C, vent de S-O de 14 km/h, ciel nuageux et doux.
| QT | Temps | Drive | Drive | Drive | Équipe | Description de l'action | Score | Score |
| -- | ----- | ----- | ----- | ----- | ------ | --- | ----- | ----- |
| QT | Temps | Jeux  | Yards | TDP   | Équipe | Description de l'action | NW    | UTAH  |
| 1  | 05:48 | 6     | 62    | 01:54 | UTAH   | TD de 27 yards par WR Jaylen Dixon à la suite de la réception d'une passe de QB Jason Shelley + 1 point de conversion par K Matt Gay         | 0     | 7     |
| 1  | 01:40 | 5     | 35    | 01:39 | UTAH   | TD de 4 yards par TE Jake Jackson à la suite de la réception d'une passe de QB Jason Shelley + 1 point de conversion par K Matt Gay kic      | 0     | 14    |
| 2  | 08:42 | 8     | 62    | 03:02 | NW     | FG de 21 yards par K Charlie Kuhbander | 3     | 14    |
| 2  | 03:27 | 11    | 57    | 04:39 | UTAH   | FG de 32 yards par K Matt Gay | 3     | 17    |
| 2  | 00:05 | 10    | 33    | 02:24 | UTAH   | FG de 20 yards par K Matt Gay | 3     | 20    |
| 3  | 13:03 | 2     | 56    | 00:36 | NW     | TD de 4 yards par WR Riley Lees à la suite de la réception d'une passe de QB Clayton Thorson + 1 point de conversion par K Charlie Kuhbander | 10    | 20    |
| 3  | 06:40 | -     | -     | -     | NW     | TD à la suite d'un fumble recouvert retourné sur 82 yards par S Jared McGee, + 1 point de conversion par K Charlie Kuhbander                 | 17    | 20    |
| 3  | 04:39 | 2     | 31    | 00:31 | NW     | TD de 4 yards par OL Trey Klock à la suite de la réception d'une passe de QB Clayton Thorson + 1 point de conversion par K Charlie Kuhbander | 24    | 20    |
| 3  | 01:40 | 6     | 67    | 02:34 | NW     | TD à la suite d'une course de 8 yards par WR Riley Lees + 1 point de conversion par K Charlie Kuhbander                                      | 31    | 20    |

## Statistiques
| Systèmes | Noms            | Équipes                  | Postes |
| -------- | --------------- | ------------------------ | ------ |
| Attaque  | Clayton Thorson | Wildcats de Northwestern | RB     |
| Défense  | J. R. Pace      | Wildcats de Northwestern | S      |

| Statistiques                           | NW                                                | UTAH                                             |
| -------------------------------------- | ------------------------------------------------- | ------------------------------------------------ |
| 1er down                               | 17                                                | 19                                               |
| 1er down à la course                   | 5                                                 | 5                                                |
| 1er down à la passe                    | 10                                                | 12                                               |
| 1er down suite pénalité                | 2                                                 | 1                                                |
| Conversion de 3e down                  | 3/14                                              | 5/14                                             |
| Conversion de 4e down                  | 0/3                                               | 0/1                                              |
| Jeux–yards                             | 70 jeux pour 322 yards                            | 77 jeux pour 393 yards                           |
| Yards à la course                      | 40 courses pour 81 yards (moy.= 2.0 yards/course) | 32 courses pour 91 yards (moy. 2.8 yards/course) |
| Yards à la passe                       | 241                                               | 302                                              |
| Passes : Réussies-Tentées-Interceptées | 21/30 passes complétées, 1 interception           | 27/45 passes complétées, 2 interceptions         |
| Réussite en zone rouge/chances         | 4/4                                               | 3/4                                              |
| TD                                     | 4                                                 | 3                                                |
| Field Goals                            | 1/1                                               | 2/2                                              |
| Sacks (Nombre-Yards)                   | 3 pour 16 yards adverses perdus                   | 2 pour 18 yards adverses perdus                  |
| Fumbles (Nombre/Perdus)                | 1/0                                               | 4/4                                              |
| Pénalités (Nombre/Yards perdus)        | 3 pour 28 yards perdus                            | 4 pour 35 yards perdus                           |
| Temps de possession                    | 31:51                                             | 20:09                                            |

| Wildcats de Northwestern |                          |                                                                          |
| Quarterbacks             | Clayton Thorson          | 21/30 passes complétées, 241 yards, 1 interception, 2 TDs, 2 sacks subis |
| Meilleurs coureurs       | Isaiah Bowser            | 23 courses pour 70 yards nets gagnés, 0 TD                               |
| Meilleurs receveurs      | Ramaud Chiaokhiao-Bowman | 2 réceptions pour 64 yards gagnés, 0 TD                                  |
| Meilleurs tacklers       | Fisher, Paddy            | 13 tacles dont 9 en solo, ½ TFL (2 yards), 1 FF                          |
| Utes de l'Utah           |                          |                                                                          |
| Quarterbacks             | Jason Shelley            | 27/45 passes complétées, 302 yards, 2 interceptions, 2 TD, 3 sacks subis |
| Meilleurs coureurs       | Jason Shelley            | 12 courses pour 39 yards nets gagnés, 0 TD                               |
| Meilleurs receveurs      | Jaylen Dixon             | 9 réceptions pour 114 yards gagnés, 1 TD                                 |
| Meilleurs tacklers       | Ballard,Corrion          | 10 tacles dont 7 en solo, 2½ TFL (11 yards), 1 sack (8 yards)            |